# 冷川インターチェンジ
冷川インターチェンジ（ひえかわインターチェンジ）は、静岡県伊豆市にある伊豆スカイラインのインターチェンジである。
伊豆スカイラインの中では標高176メートルと、当該道路では一番低い地点にある。

## 接続する道路
- 伊豆スカイライン
- 静岡県道12号伊東修善寺線

## 周辺
- 冷川峠
- 冷川トンネル

## 隣
伊豆スカイライン
亀石峠IC - 冷川IC - 天城高原IC